# Ahvardua
Ahvardua ist der Name einer germanisch-keltischen Göttin, die einzigbelegt durch eine Weiheinschrift des 2. Jahrhunderts aus dem nordenglischen Fundort des antiken Vindolanda überliefert ist. Die Weihung wurde durch Tungerer, die in der Cohors I Tungrorum, einer römischen Militäreinheit, dienten, gestiftet.

## Inschrift
Im Rahmen von Ausgrabungen, die der Vindolanda Trust 2012 durchführte, wurde im Bereich der Bauphase 4 (105 – 122 n. Chr.) bei der Aufdeckung eines Grabens am Nordostrand einer späteren Siedlung des 3. Jahrhunderts im Material der Zuschüttung das Fragment des oberen rechten Teils einer Bau-Widmungsplatte (32 cm × 48 cm × 10,5 cm) aus Sandstein gefunden. In unmittelbarer Nähe wurde ein Tempelbau des 2. Jahrhunderts festgestellt sowie eine Quelle für die Badeeinrichtungen und Kultzwecke. Möglicherweise gehörte die Widmungsplatte zu diesem Tempel.
AHVARDVAE
DEAE
[ ]H I TVNGR[ ]
[ ]X [ ]
[ ]
„Ahvarduae / deae / [co]h(ors) I Tungr[o]/[rum |(miliaria) e]x [voto] / [posuit]“
Die Cohors I Tungrorum war zu zwei Zeiten im Kastel stationiert, von 85 bis 90 n. Chr. und in der Bauphase 4, sodass die Datierung der Inschrift für diesen zweiten Zeitraum erfolgt.
Einen möglichen weiteren Beleg für die Göttin vermutet mit Bedenken Peter Rothenhoefer im Zuge des englischen Funds in einer stark fragmentierten Inschrift eines Bronzetäfelchen (7,3 cm × 10,5 cm × 0,4 cm), das 1970 in Krefeld-Gellep im römischen Kastel Gelduba gefunden wurde. Primär sieht Rothenhoefer als Anlass seiner Untersuchung und Deutung in der Sequenz ]alis Fro[ als einen möglichen Beleg für die Ala I Tungrorum Frontoniana und damit einen Beleg für die religiöse Verehrung der Ahvarduae in der Germania inferior. Er datiert den Fund auf die zweite Hälfte des 1. Jahrhunderts bedingt durch die belegten Daten der Stationierungszeiten und Truppenverlegungen.
DEAE AH[---]
[---]ALIS FRO[---]
„3] deae Ah[3] / [3]alis Fro[3]“
Andreas Kokoschke sieht Rotenhoefers Deutung skeptisch und führt an, dass in den niedergermanischen Weiheinschriften ein den „Götternamen vorangestelltes dea oder deus frühestens in hadrianischer Zeit auftritt“, des Weiteren weist er darauf hin, dass das Gros dieser Belege aus der zweiten Hälfte des 2. bis ersten Hälfte des 3. Jahrhunderts datiert. Kokoschke bietet für die Zeile 2 alternative Lesarten von einheimischen Personennamen an nach römischem Muster.

## Deutung
Patrizia de Bernardo-Stempel sieht aus keltologischer Sicht in den Namen einen Beleg für die häufigen sprachlichen Germanisierungen keltischer Theonyme aus der kulturellen Kontaktzone in Niedergermanien und insbesondere in der Civitas Tungrorum und im tungrischen Siedlungsgebiet im Nordwesten der Provinz. Der im ersten Glied für de Bernardo-Stempel germanisch geprägte Name zeigt mit Günter Neumann den germanischen Wortstamm *aχa zu althochdeutsch aha = „Wasser, Fluss“ als Fortsetzung von germanisch *aχwō = „Wasser“ zum indogermanischen Wort *h2ákwah2 = „Wasser“. Das zweite Glied stellt de Bernardo-Stempel zu keltischen Adjektiv ardua = „hoch“ zu indogermanisch *h2erHd2-wo- = „aufrecht“. Der keltische Wortstamm im Glied ardua ist zum Vergleich im Namen der Ardennen (lat. Arduenna) und der Göttin Arduinna enthalten.
Rothenhoefer sieht in der Ahvardua eine einheimische niedergermanische Göttin durch das anlautende Ah- und stellt vergleichend die Belege der Ahueccaniae und Matronae Ahinehiae bei. Marie-Thérèse Raepsaet-Charlier sieht es als möglich an, das in der Göttin eine germanische Version der Arduinna vorliegen kann.
Die Dea Ahvardua hat nach de Bernardo-Stempel die Funktion und Bedeutung einer (hohen) Wasser-Göttin, somit einer Beschützerin einer Wasserquelle oder eines Gewässers.